# جورج هايد
جورج هايد (بالإنجليزية: George Hyde)‏ هو منافس ألعاب قوى أسترالي، ولد في 6 مايو 1905، وتوفي في 1974.

## وصلات خارجية
- جورج هايد على موقع النتائج التاريخية لألعاب القوى الأسترالية (الإنجليزية)
- جورج هايد على موقع أوليمبيديا (الإنجليزية)
- جورج هايد على موقع اللجنة الأولمبية الأسترالية (الإنجليزية)